# Лонарди, Эдуардо
Эдуа́рдо Лона́рди (исп. Eduardo Lonardi; 15 сентября 1896, Буэнос-Айрес — 22 марта 1956, Буэнос-Айрес) — аргентинский военный и политик, который фактически занимал должность президента Аргентины с 23 сентября по 13 ноября 1955 года.

## Биография
Во времена президентства Рамона Кастильо Лонарди занимал должность военного атташе в Чили в 1944 году, но вскоре был объявлен чилийским правительством персоной нон грата в связи с обвинениями в шпионаже. После этого он получил назначение на пост военного атташе в Вашингтоне в 1946 году, который он занимал в течение нескольких лет. Затем вернулся в Аргентину.
Эдуардо Лонарди как католик и националист взял на себя руководство хунтой «освободительной революции», которая свергла правительство Хуана Перона 16 сентября 1955 года. Его миротворческий подход в политике под лозунгом «Ни победителей, ни побежденных!» привёл к тому, что его отстранили с поста президента де-факто менее чем через два месяца. Его место занял жёсткий Педро Арамбуру.
Он отправился в США, где пытался излечиться от рака. Однако 22 марта 1956 года умер от рака после своего возвращения в Аргентину. Похоронен на кладбище Реколета.